# 偷票房
偷票房，是指在中国大陆的电影销售过程中，影院为了谋取更大利益，私自出售不与片方进行收益分成的电影票，这样全部的票款归影院自己所有，但片方却不能获得任何利益，这部分本应在市场中的票款，就无声无息地进了影院的口袋。

## 常见方式
1. 去看A电影，电影院给B电影的票，拿着B电影的票看A电影，票房得以转移到B电影。
2. 把已经作废的电影票或者手写票当作入场凭证，电脑上没有记录，这笔收入转移到影院的收入上。
3. 会员票则只打影厅号，不打片名，票款计入任意某部电影票房，或转移到影院的收入上。
4. 影院只按最低限价出票，而把观众付的其他钱作为“套餐”里购买饮料、爆米花的消费。販卖食品的收入就转移到影院名下。
5. 电影临开场前，院线在后台系统大量退票，使某场次实际票房不计入系统。[2]
6. 用两套系统出票，将记账系统和报账系统分开。
7. 影院以服务费的形式侵占票房。
8. 捆绑式消费。[3][4][5]

## 偷票房与挪票房
“挪票房”指把甲电影的票房收入算进乙电影当中。比如观众去看甲电影，但影院却给乙电影的影票，结果本应是甲电影的票房却转到了乙电影的账下。相关出品方往往和影院私下达成协议，瓜分所得票房利益。而“偷票房”则是影院通过私自出售影票或截留票款等手段，对出品方瞒报票房，独吞市场收益。
注：1.因中国大陆地区电影票多为网络销售，手写票、无票入场等低端偷票房的手段已不常见，现今影院多采用技术手段偷票房，例如在网络售票系统中安装拦截插件，使部分票房数据不录入电影票房数据等。
2.在影城现场购票比网络购票更容易被影院偷票房，但网络售票也同样存在被偷票房的可能性。
3.中国大陆部分影院采用买断某些影片的版权，然后后台通过技术手段将其他分账影片的票房转移到影院先前买断影片的票房数据中，但这种买断影片是绝对不会是市场上的热门影片。还有部分影城将参与分账的影片票房转移到重映的不参与分账的影片票房数据中。
4.目前中国大陆市场上的票房违规行为以偷票房为主，而挪票房行为出现的可能性很低，因为如果影院在放映影片A时打印出影片B的电影票，而影片A与B均需参与分账时影院挪动票房无法更多获利（只有影片B为影院买断版权的影片影院该行为才能获利）。即使影片A、B分账比例不同，挪票房也远不及影院通过后台拦截票房数据获利大。
5.因为一些观众不了解相关知识，经常会产生偷票房的乌龙事件，例如自助取票机卡纸，影厅冠名等不属于偷票房行为。
6.中国大陆电影市场除偷票房外，另存在票房注水、买票房、刷票房、幽灵场等其他市场乱象，如某影城场次在售票系统显示满场时可能是影院设备故障或排映时间、版本错误等原因的锁场，或是团体包场等，而某些影片为冲击票房记录片方可能会自购票房冲击记录。买票房的主体是片方，而偷票房的主体是影院，买票房等行为不属于偷票房。

## 调查和处罚
美國電影協會的六大好莱坞制片商關注中国院线是否存在票房瞒报问题。在该协会和美国贸易官员的施压下，中国於2015年私下同意对中国境内的好莱坞票房进行独立审计调查。該项调查在2017年夏天展开。
2017年3月1日在中國正式生效的《电影产业促进法》规定不得虚报或瞒报票房收入，在一些情况下，违规者可以被处以的罚款高达违法收入的五倍。2017年3月，中国326家电影院因“偷票房”而被处以巨大罚单。

## 被偷票房的电影
- 《西游记之大圣归来》，被《栀子花开》、《小时代：灵魂尽头》以换票、手写票方式偷票房，但是《小时代：灵魂尽头》导演郭敬明称该行为與導演和發行方沒關係。
- 《变形金刚3》，被《杨善洲》以捆绑式消费方式偷票房。
- 《战狼》，被《兔侠传奇2：青黎传说》以手写票方式偷票房。
- 《后会无期》，被《小时代：刺金时代》偷票房。
- 《智取威虎山3D》
- 《十万个冷笑话 (电影)》[8]
- 《重返20岁》[9]
- 《盲探》
- 《三城记》、《滚蛋吧！肿瘤君》、《终结者：创世纪》、《烈日灼心》等同期电影被“主旋律电影”《百团大战》以手写票方式偷票房。[10][11][12][13]
- 《明日战记》、《斷·橋》和《独行月球》[14][15]